# Niki Bakoyianni
Niki Bakoyianni (Grecia, 9 de junio de 1968) es una atleta griega retirada, especializada en la prueba de salto de altura en la que llegó a ser subcampeona olímpica en 1996.

## Carrera deportiva
En los JJ. OO. de Atlanta 1996 ganó la medalla de plata en el salto de altura, con un salto de 2.03 m, tras la búlgara Stefka Kostadinova (oro con 2.05 m) y por delante de la ucraniana Inha Babakova (bronce con 2.01 m).